# 鳥のシンフォニア
『鳥のシンフォニア Op.107』は、日本の作曲家吉松隆が作曲した管弦楽曲である。副題は「若き鳥たちに」。欧文タイトルは、Sinfonia in Birds : to the Birds of youth。

## 作曲の経緯
仙台ジュニア・オーケストラ20周年記念委嘱作品として作曲、2009年4月20日に完成した。10代の若者のオーケストラのために、モダンな語法とクラシカルなオーケストラサウンドを湛え、記念碑的な作品として作曲された。

## 初演
2009年11月1日、仙台市青年文化センターにおいて、山下一史指揮、仙台ジュニア・オーケストラにより初演された。

## 楽器編成
ピッコロ、フルート2、オーボエ2、クラリネット2、ファゴット2、ホルン4、トランペット3、トロンボーン3、チューバ、打楽器4（ティンパニ、バードコール、トライアングル、ブラス・ウィンド・チャイム、ウィンドベル、カウベル、タンバリン、ウッドブロック、吊しシンバル、シンバル、小太鼓、トムトム、大太鼓、タムタム、シロフォン、グロッケンシュピール、ピアノ、弦五部

## 楽曲構成
5楽章構成、演奏時間は約20分。ハ長調。

### 第1楽章 Prelude（前奏曲）
モデラート、4/4拍子。

### 第2楽章 Toccata（トッカータ）
アレグロ・アニマート、4/4拍子。

### 第3楽章 Dark steps（暗いステップ）
アレグロ、4/4拍子。

### 第4楽章 Nocturne（夜想曲）
アンダンテ・アマービレ、3/4+4/4拍子 - アレグロ、3/4拍子 - テンポ・プリモ、3/4+4/4拍子。

### 第5楽章 Anthem（賛歌）
モデラート - アレグロ - モデラート - アンダンテ・マエストーゾ、4/4拍子。

## 楽譜
ジャパン・アーツ作成のスコアがASKS Orchestraより市販されている。パート譜はジャパン・アーツからレンタルされている。

## 録音
- 2023年 日本コロムビア COCQ-85610 「交響曲第3番 = Symphony no. 3 タルカス = Tarkus : 他」原田慶太楼（指揮）、東京交響楽団[1]（2023年3月11日に東京芸術劇場で開催された、吉松隆古希アニバーサリー公演の録音）[8]